# Singularity (logiciel)
 (octobre 2022).
La mise en forme du texte ne suit pas les recommandations de Wikipédia : il faut le « wikifier ».
Les points d'amélioration suivants sont les cas les plus fréquents. Le détail des points à revoir est peut-être précisé sur la page de discussion.
- Les titres sont pré-formatés par le logiciel. Ils ne sont ni en capitales, ni en gras.
- Le texte ne doit pas être écrit en capitales (les noms de famille non plus), ni en gras, ni en italique, ni en « petit »…
- Le gras n'est utilisé que pour surligner le titre de l'article dans l'introduction, une seule fois.
- L'italique est rarement utilisé : mots en langue étrangère, titres d'œuvres, noms de bateaux, etc.
- Les citations ne sont pas en italique mais en corps de texte normal. Elles sont entourées par des guillemets français : « et ».
- Les listes à puces sont à éviter, des paragraphes rédigés étant largement préférés. Les tableaux sont à réserver à la présentation de données structurées (résultats, etc.).
- Les appels de note de bas de page (petits chiffres en exposant, introduits par l'outil «  Source ») sont à placer entre la fin de phrase et le point final[comme ça].
- Les liens internes (vers d'autres articles de Wikipédia) sont à choisir avec parcimonie. Créez des liens vers des articles approfondissant le sujet. Les termes génériques sans rapport avec le sujet sont à éviter, ainsi que les répétitions de liens vers un même terme.
- Les liens externes sont à placer uniquement dans une section « Liens externes », à la fin de l'article. Ces liens sont à choisir avec parcimonie suivant les règles définies. Si un lien sert de source à l'article, son insertion dans le texte est à faire par les notes de bas de page.
- La présentation des références doit suivre les conventions bibliographiques. Il est recommandé d'utiliser les modèles {{Ouvrage}}, {{Chapitre}}, {{Article}}, {{Lien web}} et/ou {{Bibliographie}}. Le mode d'édition visuel peut mettre en forme automatiquement les références.
- Insérer une infobox (cadre d'informations à droite) n'est pas obligatoire pour parachever la mise en page.

Pour une aide détaillée, merci de consulter Aide:Wikification.
Si vous pensez que ces points ont été résolus, vous pouvez retirer ce bandeau et améliorer la mise en forme d'un autre article.
Pour les articles homonymes, voir Singularity (homonymie).
Singularity est un programme informatique gratuit et open source qui effectue une virtualisation au niveau du système d'exploitation, également appelée conteneurisation. Il est similaire au logiciel Docker (logiciel).
Singularity apporte une solution de conteneurisation permettant de la reproductibilité au calcul scientifique et au monde du calcul haute performance (HPC).
Le besoin de reproductibilité nécessite la capacité de déplacer des applications d'un système à l'autre et pour cela l'utilisation des conteneurs est intéressante.
Grâce aux conteneurs Singularity, les développeurs peuvent travailler dans des environnements reproductibles de leur choix et ces environnements complets peuvent facilement être copiés et exécutés sur d'autres plateformes. L'utilisateur peut par exemple créer un conteneur sur son ordinateur personnel et l'exécuter sur une grille de calcul haute performance.

## Histoire
En février 2018 la société Sylabs est créée par G. Kurtzer pour fournir un support commercial au utilisateur de Singularity.
En mai 2020 Gregory Kurtzer quitte Sylabs mais reste responsable du projet open source Singularity.
En mai 2021 Sylabs crée un fork du projet et le nomme SingularityCE pour « Singularity Community Edition ».
En novembre 2021 le projet open source Singularity rejoint la fondation Linux  et est renommé Apptainer.